# 六硼化钐
六硼化钐（化学式：SmB6）是钐的硼化物，为混合价态化合物，其中钐以Sm2+和Sm3+（3：7）离子的形式存在。它是Kondo绝缘体之一。在50 K（−223.2 °C）以上，它具有典型的Kondo金属特征，其金属导电性由强电子散射表征；而在低温下，它具有约4-14meV的窄带隙的非磁性绝缘特性。